# Piet Oudolf

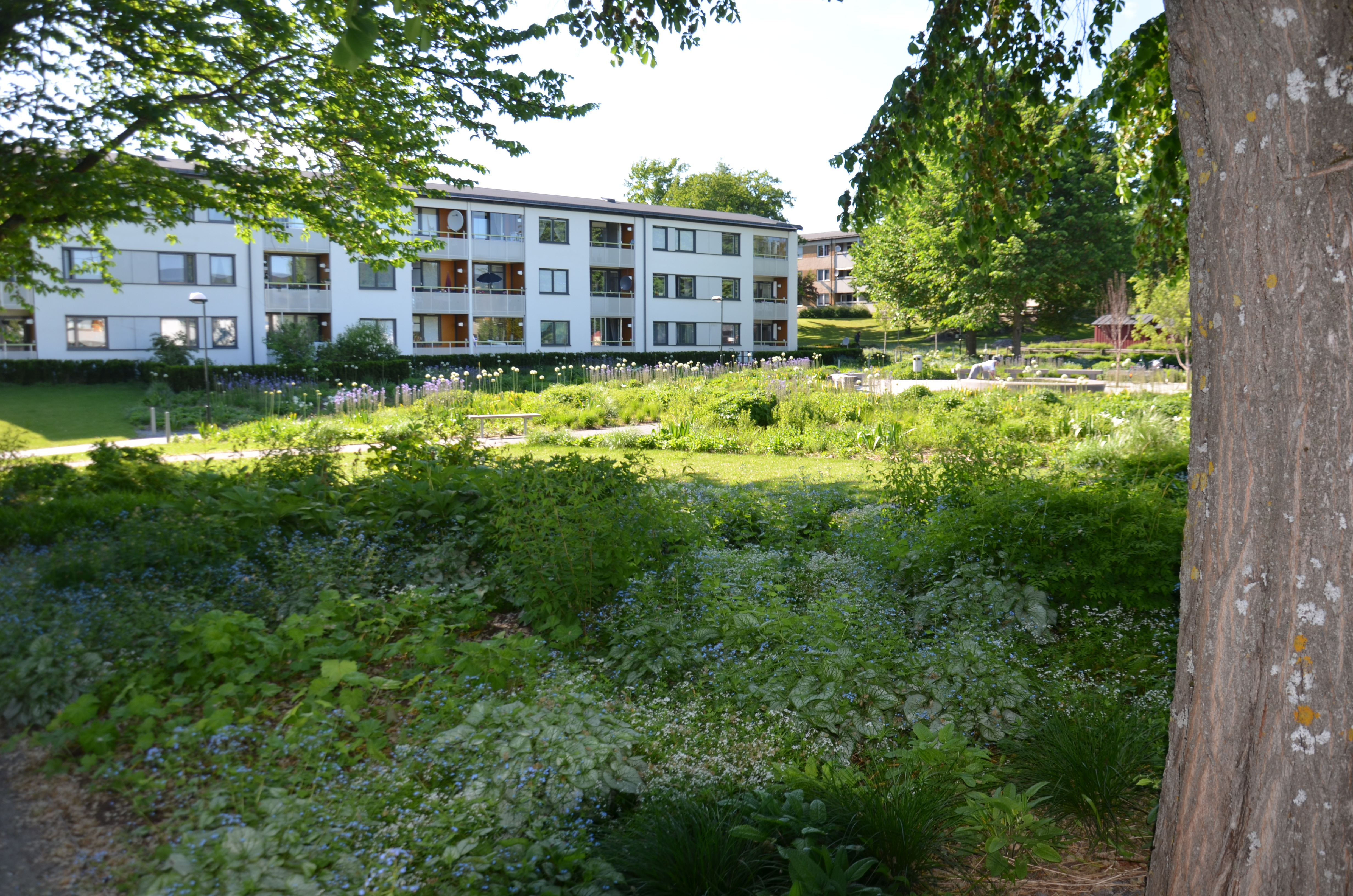
Perennparken, Skärholmen.

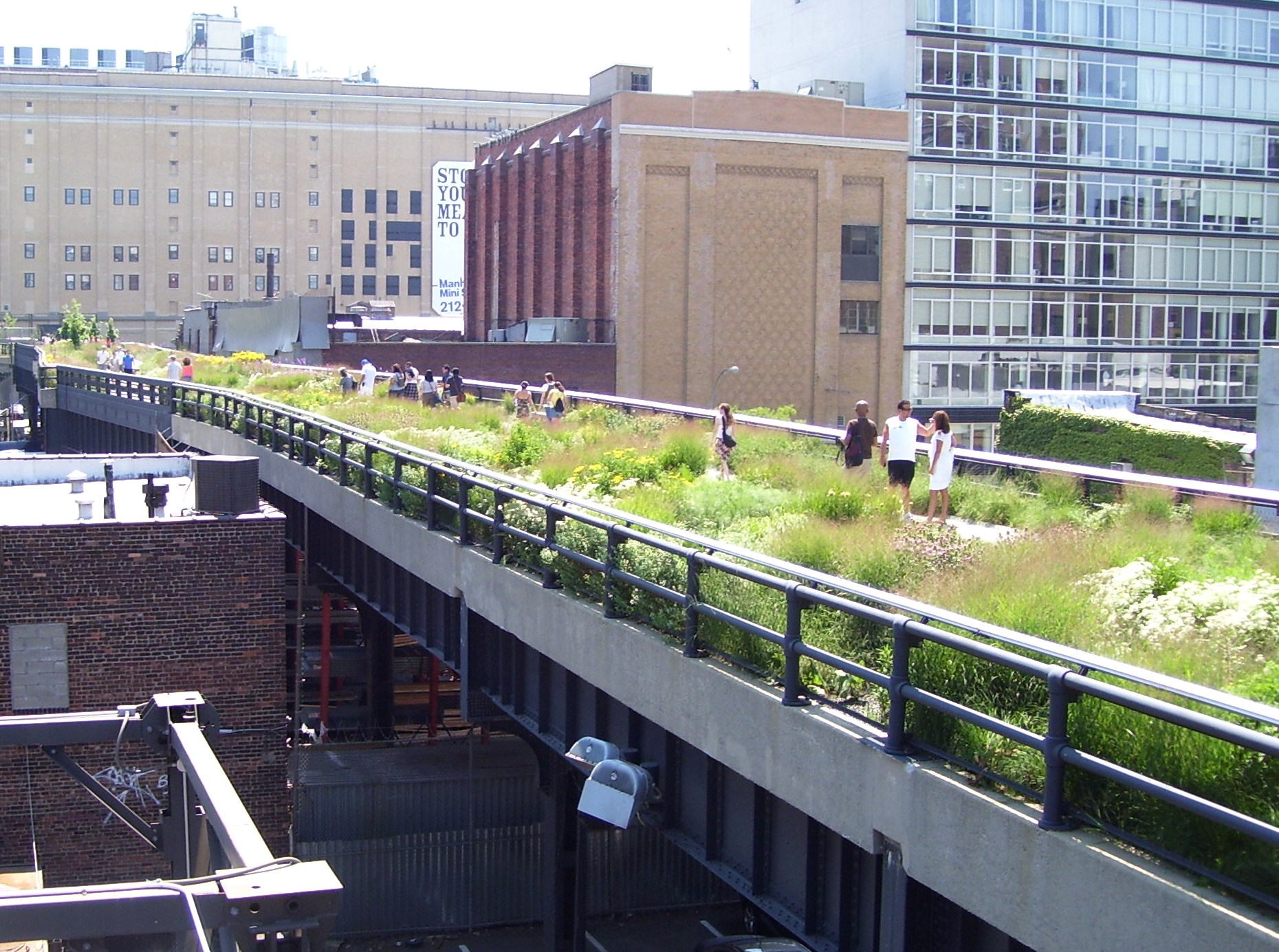
High Line i New York.

Piet Oudolf, född 27 oktober 1944, är en nederländsk trädgårdsarkitekt.

## Projekt i urval
- Drömparken i Enköping, 1996, 2002
- Battery Park (New York City, 2003
- High Line, New York, 2006
- Fyra årstiders park i Sölvesborg
- Perennparken i Skärholmen i Stockholm, 2012

Piet Oudolf har en privat trädgård på 4.000 m² i Hummelo i Nederländerna, vilken är öppen för allmänheten. Den har han skapat sedan 1982 och har sedan dess genomgått kontinuerlig förändring i takt med Piet Oudolfs förändrade syn på trädgårdsformgivning. Ursprungligen var den formgiven med ett antal idegranshäckar  (Taxus baccata) och rum, vilket reflekterade en nederländsk arkitekturstil som inspirerats av Mien Ruys, den trädgårdsarkitekt som dominerade nederländsk trädgårdsdesign efter andra världskriget.